# ساپری
ساپری (به ایتالیایی: Sapri) یک کومونه در ایتالیا است که در استان سالرنو واقع شده‌است.

## خصوصیات
ساپری ۱۳ کیلومترمربع مساحت و ۶٬۷۸۳ نفر جمعیت دارد و ۵ متر بالاتر از سطح دریا واقع شده‌است.

## خواهرخوانده
شهر Ripatransone خواهرخواندهٔ ساپری هست.